# Chapelle de la Trinité de Canihuel
Les ruines de l'ancienne chapelle de la Trinité sont situées à Canihuel en France.

## Localisation
Les ruines de l'ancienne chapelle sont situées sur la commune de Canihuel dans le département des Côtes-d'Armor, dans la région Bretagne.

## Description
La chapelle est un édifice composé d'une nef unique avec fenêtres à réseaux sur le chevet et le côté sud. Le pignon ouest est surmonté d'un clocheton.

## Historique
La fondation de la chapelle est attribuée à Guillaume Le Lay, abbé de Daoulas décédé en 1502.
Les ruines de l'ancienne chapelle sont inscrites au titre des monuments historiques par arrêté du 29 mars 1972.

## Galerie

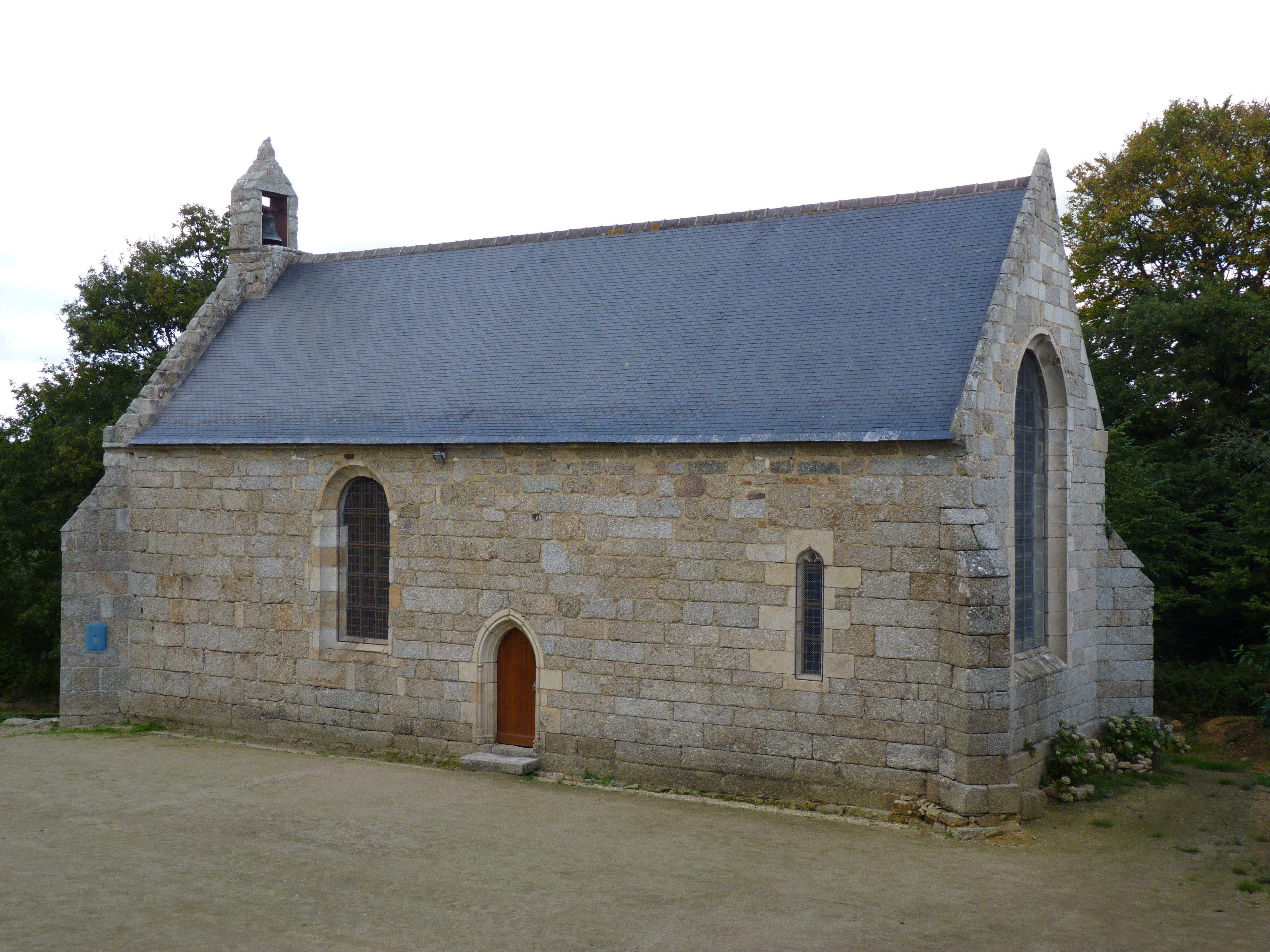
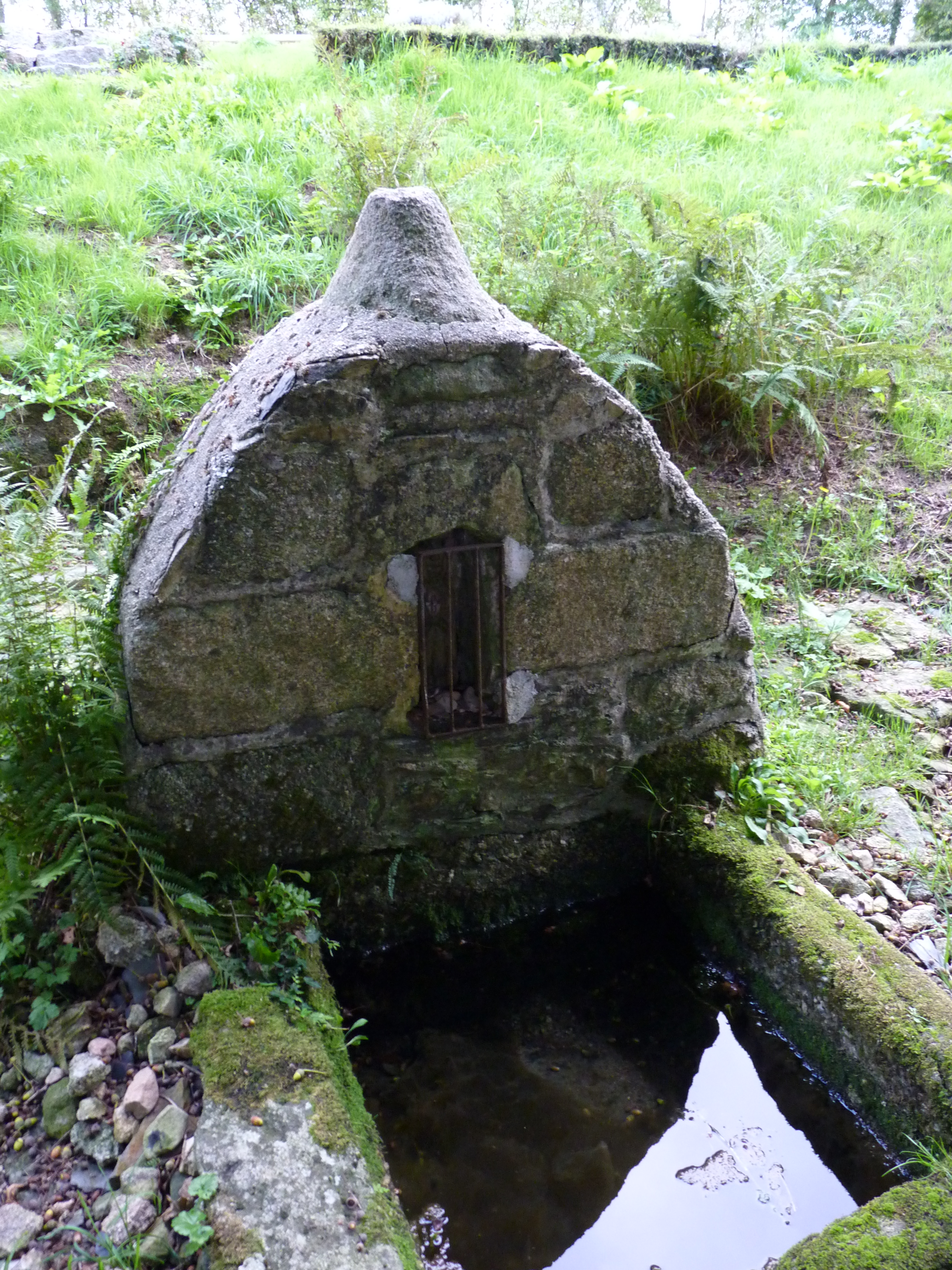